# Sonia Chocrón
Sonia Chocrón   (Caracas, 17 de març de 1961) és una poeta, novel·lista i guionista de cinema i televisió d'origen jueu. Està emparentada amb el dramaturg veneçolà Isaac Chocrón.

## Biografia
Sonia Chocrón va néixer en una família jueva espanyola i criolla. És Llicenciada en Comunicació Social de la Universitat Catòlica Andrés Bello. El 1982 ingressa al Taller de Poesia del Centre d'Estudis Llatinoamericans Rómulo Gallegos (CELARG). El 1988 participa (per a concurs) al Taller El Argument de Ficció de Gabriel García Márquez a l'Escola de Cinema de San Antonio de los Baños (Cuba). D'allí, viatja a Mèxic convidada pel Premi Nobel per fundar l'Escriptori Cinematogràfic Gabriel García Márquez. El seu treball literari, així com els seus guions per a cinema i televisió, li han merescut diversos premis i reconeixements a nivell local i internacional.

## Obres publicades
La seva creació literària apareix publicada en assaigs i antologies a Europa, Llatinoamèrica i Estats Units d'Amèrica, entre d'altres.

### Poesia
- Toledana (1992), Monteávila Editores.[4][5]
- Púrpura (1998), Editorial La Liebre libre.[6]
- La buena hora (2002), Monteávila Editores.
- Poesía Re-unida (2010), Bid & Co Editores.
- Mary Poppins y otros poemas (2015), Editorial Lugar Comun.
- Bruxa (2019), Editorial Kalathos-España.

### Narrativa
- Falsas apariencias (2004), Editorial Alfaguara. Conte.
- La virgen del baño turco y otros cuentos falaces (2008), Ediciones B. Conte.
- Las Mujeres de Houdini (2012), Bruguera. Novel·la.[7]
- Sábanas Negras (2013). Ediciones B./ Sudaquia Editores N.Y. Novel·la.
- La Dama Oscura (2014), Ediciones B. Novel·la.
- Muela/Molar (2015). Conte.[8]

### Guions per a cinema i televisió
- Guió original per al llargmetratge cinematogràfic Oro Diablo (2000).[9] Pre-nominada al premi Oscar com a «Millor pel·lícula estrangera».
- Co-escriptora per al llargmetratge The Lost Key (2014).[10][11]
- Versió lliure per a TV del conte Los Inmigrantes, del novel·lista Rómulo Gallegos Freire.

### Dramatúrgia
- Ni un Pelo de Tontas (2015).[12]
- La Reina y yo (2015).[13]

## Premis i reconeixements
- Primera finalista del Premi Fundarte de Poesia, 1991, per a Toledana.
- Menció d'Honor per al poemari La Buena Hora, Biennal Literària José Rafael Pocaterra, 1996.
- Primera finalista del Premi Internacional de Poesia José Antonio Pérez Bonalde, 1996.[14]
- Guanyadora del Concurs Anual de Contes del Diari El Nacional pel relat La Señora Hyde, 2000.
- Finalista del Premi de la Crítica a la millor novel·la, 2014, Las Mujeres de Houdini.
- Menció del Concurs de Contes del diari El Nacional.